# زهير المغزاوي
زهير مغزاوي من مواليد 1965
 ، سياسي تونسي يشغل منصب الأمين العام لحركة الشعب منذ جويلية 2013 .

## سيرته
زهير المغزاوي هو شخصية سياسية تونسية ذات توجه قومي عروبي ناصري.
إنخرط في النشاط السياسي في سن مبكرة بالانتماء لمجموعات "سرية" داخل المِؤسسات التربوية صلب التيار القومي.
إلتحق بالجامعة التونسية في كلية العلوم بتونس حيث واصل النشاط السياسي ضمن تنظيم الطلبة العرب التقدميين الوحدويين. تحصل على الإجازة ودبلوم الدراسات المعمقة في الرياضيات، التحق بالعمل النقابي مباشرة بعد التخرج من الجامعة, باشر التدريس كأستاذ رياضيات بمدينة سوق الأحد, ثم التحق بتونس العاصمة حيث درس بسيدي حسين و قام بتأسيس النقابة الأساسية للتعليم الثانوي بالجهة ثم التحق بالنقابة الأساسية بالمرسى و تولى فيها الكتابة العامة. انضم للنقابة العامة للتعليم الثانوي سنة 2005 ثم سنة 2009.
تفرغ للعمل السياسي سنة 2011 إثر الثورة التونسية حيث شارك في تأسيس حركة الشعب الوحدوية التقدمية التي اندمجت سنة 2012 مع حركة الشعب ثم تولى أمانتها العامة خلفا لمحمد البراهمي الذي استقال من الحركة سنة 2013.

خلال الانتخابات التشريعية 2014 ، رشحته الحركة على رأس القائمة في دائرة قبلي ، حيث حصل على مقعد بمجلس نواب الشعب ب8489 صوتا  و انضم إلى لجنة الشباب والشؤون الثقافية والتعليم والبحث العلمي. وفي الانتخابات التشريعية 2019 ، أعيد انتخابه نائباً عن نفس الدائرة.
عرف بمواقفه المناهضة للأحزاب التقدمية بشكل عام و الحركات الإسلامية بشكل خاص ، فهو من بين المعارضين لرئيس البرلمان السابق راشد الغنوشي حيث وقع في مناسبتين على مذكرة لوم ضده مع مجموعته البرلمانية.
ساند قرارات الرئيس قيس سعيد التي صدرت في 25 جويلية 2021 من إقالة الحكومة و حل البرلمان ورفع الحصانة عن نوابه .
في أوت 2024 ، قدم نفسه مرشحًا للانتخابات الرئاسية المقرر اجرائها في 6 أكتوبر 2024.

## الحياة الشخصية
أصيل مدينة قبلي بالجنوب التونسي, أكبر إخوته, متزوج و أب لثلاث أبناء: أريج, آدم و أوس

## وصلات خارجية
- لقاء مع زهير المغزاوي أمين عام حركة الشعب القومية الناصري في تونس | عكس التيار يوتيوب، 18 أكتوبر 2021